# Timochares
Timochares là một chi bướm ngày thuộc họ Bướm nâu.

## Các loài
- Timochares runia Evans, 1953
- Timochares ruptifasciatus (Plötz, 1884)
- Timochares trifasciata (Hewitson, 1868)